# Kongsøya
Kongsøya (nom noruec que en català significa illa del rei) és una illa deshabitada situada al grup d'illes del Rei Carles, a l'arxipèlag àrtic de Svalbard, Noruega. Ocupa una superfície de 191 km². El seu punt més alt és a 320 m d'altitud.

## Geografia
Kongsøya és l'illa més gran de la Terra del Rei Carles, i té una longitud d'uns 40 quilòmetres. Es troba a l'oest de l'illa d'Abel, així com a l'est de l'illa sueca. L'estret d'Erik Eriksenstretet separa Kongsøya de Nordaustlandet.
Les parts occidental i oriental del Kongsøya són terres altes, mentre que la part central es compon de terra inferior. La muntanya més alta és Retziusfjellet, situada al costat occidental de l'illa, amb una altitud de 320 m. Johnsenberget, a la part oriental de l'illa, arriba a l'altura de 235 metres. L'interior de la part oriental conté la plana de Rundisflya, que és una zona de gel. L'illa conté diversos petits llacs. Five smaller lakes, Koppelvatna, are located east of Johnsenberget.

### Natura
Les illes del Rei Carles són considerades l'àrea d'hibernació més important per als ossos polars a Svalbard. Una densitat de 14 antres per quilòmetre quadrat s'ha observat a Kongsøya. Kongsøya està inclosa a la Reserva natural del nord-est de Svalbard, que va ser establerta el 1973. El 1985 es van introduir fortes regulacions de tràfic d'éssers humans a l'illa. El propòsit és evitar la pertorbació de l'os polar. En general, es prohibeix visitar qualsevol de les illes del Rei Carles. Això també inclou l'àrea de la mar dins d'una distància de 500 metres de la riba, i el trànsit aeri inferior a 500 metres. Les excepcions a aquesta prohibició són les activitats de supervisió de les autoritats, una exploració científica o altres fins especials, si això no viola l'objectiu de la normativa.

## Història
L'illa fou possiblement albirada pel balener Thomas Edge el 1617, però no va ser descoberta fins al 1853 per Erik Eriksen. Els caçadors van matar uns 100 ossos polars durant l'hivern de 1908-1909. Es van construir cabanyes a diversos punts de l'illa. El 1971, l'os polar va ser completament protegit de la caça. El 1985 el conjunt de les illes del Rei Carles, incloent Kongsøya, van ser totalment protegides.